# Висконти, Адриано
Адриано Висконти (итал. Adriano Visconti di Lampugnano; 11 ноября 1915, Триполи, Итальянская Ливия — 29 апреля 1945, Милан, Италия) — итальянский лётчик-ас Второй мировой войны и самый знаменитый пилот Национальной республиканской авиации Италии. На счету Висконти 10 подтверждённых побед над самолётами союзников.

## Биография
Адриано Висконти родился 11 ноября 1915 года в Триполи (отец Адриано приехал в Ливию в 1911 году). Адриано вступил в Королевские ВВС (итал. Regia Aeronautica) как студент лётной академии (итал. Accademia Aeronautica). 21 октября 1936 года Висконти, получивший лицензию пилота, был направлен в авиационное училище в Казерте. в 1939 году Адриано попал в 159-ю эскадрилью (итал. 159ª Squadriglia) 50-го авиакрыла (итал. 50º Stormo) Королевских ВВС Италии. Подразделение в основном специализировалось по наземным ударам.
В июне 1940 года эскадрилья была переброшена Тобрук, для участия в Североафриканской кампании. До декабря Висконти был награждён двумя серебряными и одной бронзовой медалями «За воинскую доблесть». В январе 1941 года Адриано был переведён в 76-ю эскадрилью 54-го авиакрыла (итал. 54º Stormo) (50-е крыло понесло огромные потери и было расформировано), базировавшуюся в Тревизо.
15 июня 1942 года недалеко от Пантеллерии Адриано Висконти одержал свою первую воздушную победу, сбив на своём Макки C.202 британский Хоукер Харрикейн. В марте 1943 года авиакрыло перебросили в Тунис, где Висконти получил звания капитана и был назначен командиром 76-й эскадрильи. После окончания кампании Висконти, в числе немногих, удалось избежать плена и бежать.
В Италии Адриано был назначен командиром только что сформированной 310-й истребительной аэрофотосъемочной эскадрильи (итал. Squadriglia Caccia Aerofotografica), на вооружении которой состояли модифицированные Макки C.205 Вельтро.
После заключения перемирия в 1943 году Висконти решительно встал на сторону фашистов. Адриано был назначен первым командиром 1 Squadriglia caccia Национальной республиканской авиации (ANR, от итал. Aviazione Nazionale Repubblicana), а затем, получив звание майора, назначен командиром I Gruppo «Acco di Bastoni». 29 апреля 1945 года Адриано Висконти был казнён итальянскими партизанами в Милане.

## Награды
- Бронзовая медаль «За воинскую доблесть» (2 раза);
- Серебряная медаль «За воинскую доблесть» (4 раза);
- Кавалер Железного креста 2-го класса.